# Jesper Hansen (cyclisme)
Pour les articles homonymes, voir Jesper Hansen et Hansen.
Jesper Hansen, né le 23 octobre 1990 à Copenhague, est un coureur cycliste danois. Professionnel entre 2014 et 2021, il a notamment remporté le Tour de Norvège en 2015.

## Biographie
En 2014, Jesper Hansen est engagé par l'équipe Tinkoff-Saxo, après avoir couru la fin de saison 2013 en tant que stagiaire. En mai 2015, il gagne la troisième étape et le classement général du Tour de Norvège. En août de la même anée, il prolonge son contrat chez Tinkoff-Saxo.
En 2016, il obtient de nombreuses places d'honneur sur les courses par étapes. Il est notamment deuxième du Tour de Croatie, cinquième du Tour de Langkawi et onzième du Tour de Pologne. En août, il s'engage avec l'équipe Astana. Lors de la saison 2017, il est deuxième du Tour de Turquie à 12 secondes du vainqueur Diego Ulissi. L'année suivante, il termine pour la première fois dans le top 10 d'une course World Tour en prenant la neuvième place du Tour de Catalogne.
Il est membre de l'équipe Cofidis en 2019 et 2020. En mai, il est septième du Tour de Californie. Au mois d'août 2020, il se classe sixième du championnat du Danemark de cyclisme sur route. Entre 2015 et 2020, il participe aux trois grands tours en tant qu'équipier.
En 2021, il court une dernière saison au sein de l'équipe continentale danoise Riwal, puis arrête sa carrière à 31 ans.

## Palmarès et résultats

### Palmarès par année
- 2010
  - 3e de Skive-Løbet
- 2011
  - 3e du championnat du Danemark du contre-la-montre par équipes
- 2013
  - 2e de l'Hadeland GP
  - 2e du championnat du Danemark du contre-la-montre par équipes
- 2015
  - Tour de Norvège :
    - Classement général
    - 3e étape
- 2016
  - 5e étape du Tour de Croatie (contre-la-montre par équipes)
  - 2e du Tour de Croatie
- 2017
  - 2e du Tour de Turquie
- 2018
  - 9e du Tour de Catalogne
- 2019
  - 7e du Tour de Californie

### Résultats sur les grands tours

#### Tour de France
1 participation
- 2018 : 56e

#### Tour d'Italie
2 participations
- 2017 : 32e
- 2020 : 44e

#### Tour d'Espagne
3 participations
- 2015 : 52e
- 2017 : abandon (8e étape)
- 2019 : abandon (15e étape)

### Classements mondiaux
| Année                                 | 2011  | 2012 | 2013 | 2014 | 2015 | 2016 | 2017 | 2018 | 2019 | 2020 | 2021  |
| ------------------------------------- | ----- | ---- | ---- | ---- | ---- | ---- | ---- | ---- | ---- | ---- | ----- |
| UCI World Tour                        |       |      |      | nc   | nc   | nc   | 107e | 137e |      |      |       |
| Classement mondial                    |       |      |      |      |      | 271e | 200e | 418e | 676e | 436e | 2040e |
| UCI Europe Tour                       | 1087e | nc   | 220e |      |      | 434e | 748e | nc   | 500e | 358e | 1386e |
| UCI Asia Tour                         | nc    | nc   | nc   |      |      | 65e  | nc   | nc   |      |      |       |
|                                       |       |      |      |      |      |      |      |      |      |      |       |
| Légende : nc = non classéSource : UCI |       |      |      |      |      |      |      |      |      |      |       |